# Alfred Franke (Geograph)
Alfred Franke (vollständiger Name August Alfred Franke, * 31. Juli 1870 in Thonberg bei Leipzig; † 20. April 1937 in Leipzig) war ein deutscher Geograph, Klassischer Philologe und Gymnasiallehrer, der von 1901 bis 1934 am König-Albert-Gymnasium unterrichtete.

## Leben und Werk
Alfred Franke war der Sohn des Thonberger Gemeindevorstehers Friedrich August Franke und der Therese geb. Hausmann. Er besuchte die Volksschule in Thonberg, die 1. Bürgerschule in Leipzig und ab Ostern 1881 das dortige Königliche Gymnasium (ab 1900 König-Albert-Gymnasium), das von Richard Richter geleitet wurde. Franke legte Ostern 1890 die Reifeprüfung ab und ging anschließend zum Studium an die Friedrich-Wilhelms-Universität Berlin, wo er unter anderem Vorlesungen bei Ernst Curtius und Hermann Diels besuchte. Im Herbst 1890 unterbrach er sein Studium und absolvierte als Einjährig-Freiwilliger seinen Militärdienst beim 10. Infanterieregiment Nr. 134. Zum Wintersemester 1891/92 nahm Franke sein Studium wieder auf, diesmal an der Universität Leipzig. Er wurde Mitglied des Klassisch-Philologischen Vereins Leipzig im Naumburger Kartellverband. Nach dem frühen Tod seines Vaters bestritt er seinen Unterhalt durch Privatunterricht und unterstützte seine jüngeren Geschwister; da er außerdem an einer Augenkrankheit litt, zog sich sein Studium länger als üblich hin. Er besuchte außer Latein und Griechisch vor allem Veranstaltungen in Geschichte, Geografie, Pädagogik, Philosophie und Deutsch. Von seinen akademischen Lehrern prägte ihn am meisten der Philologe Kurt Wachsmuth, der als einer der besten Kenner der Topografie Griechenlands seiner Zeit galt. Wachsmuth betreute Frankes Doktorarbeit über den Epigrammdichter Palladas, mit der Franke am 22. Dezember 1899 zum Dr. phil. promoviert wurde. Am 23. Juli 1900 legte er die Staatsprüfung für das höhere Lehramt ab und erhielt die Lehrberechtigung (facultas docendi) in den Fächern Latein, Griechisch, Deutsch, Geschichte und Geographie für alle Klassen.
Nach dem Examen absolvierte Franke ab dem 1. September 1900 das Probejahr für den sächsischen Schuldienst an der Thomasschule zu Leipzig und ging anschließend zum 1. September 1901 als Vikar an das König-Albert-Gymnasium, das seit Juni von Bernhard Gerth (Richters Nachfolger) geleitet wurde. An dieser Schule blieb Franke sein Leben lang tätig, ab dem 1. Oktober 1903 als ständiger Oberlehrer. Er unterrichtete in den unteren bis mittleren Klassen Latein, Griechisch, Deutsch und Geschichte, Geographie dagegen selten. Während des Ersten Weltkriegs wurde Franke zum 15. Februar 1915 einberufen und leistete bis zum 15. Mai 1916 Kriegsdienst. Nach Kriegsende organisierte er den Aufbau einer Unterstützungsbibliothek für Schüler des Gymnasiums, deren Familien infolge der Inflation keine Lehrbücher anschaffen konnten. 1934 trat Franke in den Ruhestand.
Neben dem Schuldienst blieb Franke wissenschaftlich tätig, insbesondere auf dem Gebiet der historischen Geographie und Topographie. Er verfasste gelegentlich Rezensionen zu Neuerscheinungen sowie über 100 Artikel über germanische Ortschaften und Stämme für Paulys Realenzyklopädie der klassischen Altertumswissenschaft (RE), darunter einige umfangreiche über die Markomannen, den Main, den Teutoburger Wald und Regensburg.

## Schriften (Auswahl)
- De Pallada epigrammatographo. Leipzig 1899 (Dissertation).
- Marcomanni 1. In: Paulys Realencyclopädie der classischen Altertumswissenschaft (RE). Band XIV,2, Stuttgart 1930, Sp. 1609–1637.
- Moenus. In: Paulys Realencyclopädie der classischen Altertumswissenschaft (RE). Band XV,2, Stuttgart 1932, Sp. 2343–2347.
- Teutoburgiensis saltus. In: Paulys Realencyclopädie der classischen Altertumswissenschaft (RE). Band V A,1, Stuttgart 1934, Sp. 1166–1171.
- Thuringi. In: Paulys Realencyclopädie der classischen Altertumswissenschaft (RE). Band VI A,1, Stuttgart 1936, Sp. 640–646.
- Regina castra. In: Paulys Realencyclopädie der classischen Altertumswissenschaft (RE). Supplementband VI, Stuttgart 1935, Sp. 1427–1434.